# Gary Rydstrom
Gary R. Rydstrom (* 1959 in Chicago, Illinois, Vereinigte Staaten) ist ein US-amerikanischer Tontechniker und Animationsregisseur.

## Leben
Rydstrom besuchte die USC School of Cinema. Obwohl er ursprünglich Drehbuchautor oder Regisseur werden wollte, entwickelte er bald eine Faszination für die Postproduktionsphase bei Filmen. Er startete seine Karriere im Jahr 1983 bei Skywalker Sound, nachdem sein Universitätsprofessor ihm diesen Job angeboten hatte. Dort lernte er unter Ben Burtt.
Er war in der Folgezeit bei verschiedenen erfolgreichen Filmen beteiligt; so etwa bei Indiana Jones und der Tempel des Todes (1984) und Spaceballs (1987). In den 1990er Jahren und Anfang der 2000er Jahre war er einer der wichtigsten US-amerikanischen Tontechniker; er war bei über fünfzig Produktionen für den Ton zuständig. Bei der Oscarverleihung 1992 war er viermal nominiert; für Terminator 2 – Tag der Abrechnung und Backdraft – Männer, die durchs Feuer gehen je in den Kategorien „bester Ton“ und „bester Tonschnitt“, wobei er schließlich für Terminator 2 – Tag der Abrechnung zwei der Trophäen gewann. Zwei weitere Oscars erhielt er 1994 für den Ton bei Jurassic Park.
Seinen fünften Academy Award gewann Rydstrom 1998 für Titanic und im darauffolgenden Jahr zwei weitere für Der Soldat James Ryan. Er war weitere vier Male als Tontechniker nominiert – 2000 für Star Wars: Episode I – Die dunkle Bedrohung, 2002 für Die Monster AG, 2003 für Minority Report und 2004 für Findet Nemo –, gewann aber keinen Oscar mehr.
Nach einer über zwanzigjährigen Karriere als Tontechniker beschloss er, sich auf eine andere Tätigkeit als Filmemacher zu konzentrieren. Mit dem Animationsstudio Pixar, mit dem er seit dessen erstem Film Die kleine Lampe 1986 als Tontechniker mehrmals zusammengearbeitet hatte, realisierte er den fünfminütigen Computeranimationsfilm Lifted über das Alien Stu. Dieser Film war bei der Oscarverleihung 2007 als „bester animierter Kurzfilm“ nominiert und lief 2007 im Kino als Vorfilm zu Pixars Ratatouille.
Nach Lifted bot sich für Rydstrom die Möglichkeit, einen Kinofilm für Pixar zu machen. 2015 entstand der Film Strange Magic.

## Filmografie (Auswahl)
| 1984 | Indiana Jones und der Tempel des Todes (Indiana Jones and the Temple of Doom)           |                                           |
| 1986 | Spaceballs (Spaceballs)                                                                 |                                           |
| 1986 | Die kleine Lampe (Luxo Jr.)                                                             | Ton                                       |
| 1992 | Terminator 2 – Tag der Abrechnung (Terminator 2: Judgment Day)                          | Ton;Tonschnitt (Jeweils Oscars)           |
| 1992 | Backdraft – Männer, die durchs Feuer gehen (Backdraft)                                  | Ton;Tonschnitt (Jeweils Oscarnominierung) |
| 1994 | Jurassic Park                                                                           | Ton;Tonschnitt (Jeweils Oscars)           |
| 1997 | Titanic                                                                                 | Ton (Oscar)                               |
| 1998 | Der Soldat James Ryan (Saving Private Ryan)                                             | Ton;Tonschnitt (Jeweils Oscars)           |
| 1999 | Star Wars: Episode I – Die dunkle Bedrohung (Star Wars: Episode I – The Phantom Menace) | Ton (Oscarnominierung)                    |
| 2002 | Die Monster AG (Monster Inc.)                                                           | Ton (Oscarnominierung)                    |
| 2003 | Minority Report                                                                         | Ton (Oscarnominierung)                    |
| 2004 | Findet Nemo (Finding Nemo)                                                              | Ton (Oscarnominierung)                    |
| 2007 | Lifted                                                                                  | Regie                                     |
| 2011 | Gefährten (War Horse)                                                                   | Ton;Tonschnitt (Jeweils Oscarnominierung) |
| 2012 | Lincoln                                                                                 | Ton (Oscarnominierung)                    |
| 2015 | Strange Magic                                                                           | Regie                                     |
| 2015 | Bridge of Spies – Der Unterhändler (Bridge of Spies)                                    | Ton (Oscarnominierung)                    |
| 2019 | Ad Astra – Zu den Sternen (Ad Astra)                                                    | Ton (Oscarnominierung)                    |
| 2020 | Die bunte Seite des Monds (Over the Moon)                                               | Ton                                       |
| 2021 | West Side Story                                                                         | Ton (Oscarnominierung)                    |